# Selección de fútbol sub-17 de la República Checa
La selección de fútbol sub-17 de la República Checa es el equipo que representa al país en la Copa Mundial de Fútbol Sub-17 y en la Eurocopa Sub-17, y es controlada por la Federación de Fútbol de la República Checa.

## Palmarés
- Eurocopa Sub-17: 0
  - Finalista: 1

2006
- Eurocopa Sub-16: 0
  - Finalista: 1

2000

## Estadísticas

### Mundial Sub-17
| Año   | Fase                                  | Posición                              | PJ                                    | PG                                    | PE                                    | PP                                    | GF                                    | GC                                    |
| ----- | ------------------------------------- | ------------------------------------- | ------------------------------------- | ------------------------------------- | ------------------------------------- | ------------------------------------- | ------------------------------------- | ------------------------------------- |
| 1985  | No se clasificó                       | No se clasificó                       | No se clasificó                       | No se clasificó                       | No se clasificó                       | No se clasificó                       | No se clasificó                       | No se clasificó                       |
| 1987  | No se clasificó                       | No se clasificó                       | No se clasificó                       | No se clasificó                       | No se clasificó                       | No se clasificó                       | No se clasificó                       | No se clasificó                       |
| 1989  | No se clasificó                       | No se clasificó                       | No se clasificó                       | No se clasificó                       | No se clasificó                       | No se clasificó                       | No se clasificó                       | No se clasificó                       |
| 1991  | No se clasificó                       | No se clasificó                       | No se clasificó                       | No se clasificó                       | No se clasificó                       | No se clasificó                       | No se clasificó                       | No se clasificó                       |
| 1993  | Cuartos de final                      | 5º                                    | 4                                     | 2                                     | 1                                     | 1                                     | 8                                     | 7                                     |
| 1995  | No se clasificó                       | No se clasificó                       | No se clasificó                       | No se clasificó                       | No se clasificó                       | No se clasificó                       | No se clasificó                       | No se clasificó                       |
| 1997  | No se clasificó                       | No se clasificó                       | No se clasificó                       | No se clasificó                       | No se clasificó                       | No se clasificó                       | No se clasificó                       | No se clasificó                       |
| 1999  | No se clasificó                       | No se clasificó                       | No se clasificó                       | No se clasificó                       | No se clasificó                       | No se clasificó                       | No se clasificó                       | No se clasificó                       |
| 2001  | No se clasificó                       | No se clasificó                       | No se clasificó                       | No se clasificó                       | No se clasificó                       | No se clasificó                       | No se clasificó                       | No se clasificó                       |
| 2003  | No se clasificó                       | No se clasificó                       | No se clasificó                       | No se clasificó                       | No se clasificó                       | No se clasificó                       | No se clasificó                       | No se clasificó                       |
| 2005  | No se clasificó                       | No se clasificó                       | No se clasificó                       | No se clasificó                       | No se clasificó                       | No se clasificó                       | No se clasificó                       | No se clasificó                       |
| 2007  | No se clasificó                       | No se clasificó                       | No se clasificó                       | No se clasificó                       | No se clasificó                       | No se clasificó                       | No se clasificó                       | No se clasificó                       |
| 2009  | No se clasificó                       | No se clasificó                       | No se clasificó                       | No se clasificó                       | No se clasificó                       | No se clasificó                       | No se clasificó                       | No se clasificó                       |
| 2011  | Fase de grupos                        | 17º                                   | 3                                     | 1                                     | 0                                     | 2                                     | 2                                     | 5                                     |
| 2013  | No se clasificó                       | No se clasificó                       | No se clasificó                       | No se clasificó                       | No se clasificó                       | No se clasificó                       | No se clasificó                       | No se clasificó                       |
| 2015  | No se clasificó                       | No se clasificó                       | No se clasificó                       | No se clasificó                       | No se clasificó                       | No se clasificó                       | No se clasificó                       | No se clasificó                       |
| 2017  | No se clasificó                       | No se clasificó                       | No se clasificó                       | No se clasificó                       | No se clasificó                       | No se clasificó                       | No se clasificó                       | No se clasificó                       |
| 2019  | No se clasificó                       | No se clasificó                       | No se clasificó                       | No se clasificó                       | No se clasificó                       | No se clasificó                       | No se clasificó                       | No se clasificó                       |
| 2021  | Cancelado por la Pandemia de COVID-19 | Cancelado por la Pandemia de COVID-19 | Cancelado por la Pandemia de COVID-19 | Cancelado por la Pandemia de COVID-19 | Cancelado por la Pandemia de COVID-19 | Cancelado por la Pandemia de COVID-19 | Cancelado por la Pandemia de COVID-19 | Cancelado por la Pandemia de COVID-19 |
| 2023  | No se clasificó                       | No se clasificó                       | No se clasificó                       | No se clasificó                       | No se clasificó                       | No se clasificó                       | No se clasificó                       | No se clasificó                       |
| 2025  | Por definirse                         | Por definirse                         | Por definirse                         | Por definirse                         | Por definirse                         | Por definirse                         | Por definirse                         | Por definirse                         |
| Total | 2/19                                  | 47°                                   | 7                                     | 3                                     | 1                                     | 3                                     | 10                                    | 12                                    |

### Eurocopa

#### Sub-16
| Año   | Ronda            | J            | G            | E            | P            | GF           | GC           |
| ----- | ---------------- | ------------ | ------------ | ------------ | ------------ | ------------ | ------------ |
| 1995  | Cuartos de final | 4            | 3            | 0            | 1            | 7            | 4            |
| 1996  | No clasificó     | No clasificó | No clasificó | No clasificó | No clasificó | No clasificó | No clasificó |
| 1997  | No clasificó     | No clasificó | No clasificó | No clasificó | No clasificó | No clasificó | No clasificó |
| 1998  | No clasificó     | No clasificó | No clasificó | No clasificó | No clasificó | No clasificó | No clasificó |
| 1999  | Cuarto lugar     | 6            | 3            | 0            | 3            | 7            | 6            |
| 2000  | Subcampeón       | 6            | 4            | 1            | 1            | 17           | 9            |
| 2001  | No clasificó     | No clasificó | No clasificó | No clasificó | No clasificó | No clasificó | No clasificó |
| Total | 3/7              | 16           | 10           | 1            | 5            | 31           | 19           |

#### Sub-17
| Año   | Ronda                                      | J                                          | G                                          | E                                          | P                                          | GF                                         | GC                                         |
| ----- | ------------------------------------------ | ------------------------------------------ | ------------------------------------------ | ------------------------------------------ | ------------------------------------------ | ------------------------------------------ | ------------------------------------------ |
| 2002  | Fase de grupos                             | 3                                          | 1                                          | 0                                          | 2                                          | 5                                          | 9                                          |
| 2003  | No clasificó                               | No clasificó                               | No clasificó                               | No clasificó                               | No clasificó                               | No clasificó                               | No clasificó                               |
| 2004  | No clasificó                               | No clasificó                               | No clasificó                               | No clasificó                               | No clasificó                               | No clasificó                               | No clasificó                               |
| 2005  | No clasificó                               | No clasificó                               | No clasificó                               | No clasificó                               | No clasificó                               | No clasificó                               | No clasificó                               |
| 2006  | Subcampeón                                 | 5                                          | 3                                          | 2                                          | 0                                          | 9                                          | 4                                          |
| 2007  | No clasificó                               | No clasificó                               | No clasificó                               | No clasificó                               | No clasificó                               | No clasificó                               | No clasificó                               |
| 2008  | No clasificó                               | No clasificó                               | No clasificó                               | No clasificó                               | No clasificó                               | No clasificó                               | No clasificó                               |
| 2009  | No clasificó                               | No clasificó                               | No clasificó                               | No clasificó                               | No clasificó                               | No clasificó                               | No clasificó                               |
| 2010  | Fase de grupos                             | 3                                          | 0                                          | 2                                          | 1                                          | 2                                          | 4                                          |
| 2011  | Fase de grupos                             | 3                                          | 0                                          | 3                                          | 0                                          | 2                                          | 2                                          |
| 2012  | No clasificó                               | No clasificó                               | No clasificó                               | No clasificó                               | No clasificó                               | No clasificó                               | No clasificó                               |
| 2013  | No clasificó                               | No clasificó                               | No clasificó                               | No clasificó                               | No clasificó                               | No clasificó                               | No clasificó                               |
| 2014  | No clasificó                               | No clasificó                               | No clasificó                               | No clasificó                               | No clasificó                               | No clasificó                               | No clasificó                               |
| 2015  | Fase de grupos                             | 3                                          | 1                                          | 0                                          | 2                                          | 1                                          | 7                                          |
| 2016  | No clasificó                               | No clasificó                               | No clasificó                               | No clasificó                               | No clasificó                               | No clasificó                               | No clasificó                               |
| 2017  | No clasificó                               | No clasificó                               | No clasificó                               | No clasificó                               | No clasificó                               | No clasificó                               | No clasificó                               |
| 2018  | No clasificó                               | No clasificó                               | No clasificó                               | No clasificó                               | No clasificó                               | No clasificó                               | No clasificó                               |
| 2019  | Cuartos de final                           | 4                                          | 1                                          | 2                                          | 1                                          | 5                                          | 8                                          |
| 2020  | Cancelado debido a la pandemia de COVID-19 | Cancelado debido a la pandemia de COVID-19 | Cancelado debido a la pandemia de COVID-19 | Cancelado debido a la pandemia de COVID-19 | Cancelado debido a la pandemia de COVID-19 | Cancelado debido a la pandemia de COVID-19 | Cancelado debido a la pandemia de COVID-19 |
| 2021  | Cancelado debido a la pandemia de COVID-19 | Cancelado debido a la pandemia de COVID-19 | Cancelado debido a la pandemia de COVID-19 | Cancelado debido a la pandemia de COVID-19 | Cancelado debido a la pandemia de COVID-19 | Cancelado debido a la pandemia de COVID-19 | Cancelado debido a la pandemia de COVID-19 |
| 2022  | No clasificó                               | No clasificó                               | No clasificó                               | No clasificó                               | No clasificó                               | No clasificó                               | No clasificó                               |
| 2023  | No clasificó                               | No clasificó                               | No clasificó                               | No clasificó                               | No clasificó                               | No clasificó                               | No clasificó                               |
| 2024  | Cuartos de final                           | 4                                          | 3                                          | 0                                          | 1                                          | 14                                         | 7                                          |
| 2025  | Fase de grupos                             | 3                                          | 0                                          | 0                                          | 3                                          | 4                                          | 9                                          |
| Total | 8/22                                       | 28                                         | 9                                          | 9                                          | 10                                         | 42                                         | 50                                         |

1- Los empates incluyen aquellos partidos que se definieron por penales.

## Jugadores
| # | Jugador            | Apariciones |
| - | ------------------ | ----------- |
| 1 | Václav Kadlec      | 26          |
| 2 | Pavel Malchárek    | 20          |
| 2 | Jan Polák          | 20          |
| 4 | Jakub Heidenreich  | 19          |
| 4 | Martin Holek       | 19          |
| 4 | Michal Parys       | 19          |
| 4 | Lukáš Vácha        | 19          |
| 8 | Jakub Dohnálek     | 18          |
| 8 | Vlastimil Fiala    | 18          |
| 8 | Ondřej Honka       | 18          |
| 8 | Petr Kobylík       | 18          |
| 8 | Michal Kropík      | 18          |
| 8 | Lukáš Kurušta      | 18          |
| 8 | Zdeněk Látal       | 18          |
| 8 | Ondřej Mazuch      | 18          |
| 8 | Tomáš Necid        | 18          |
| 8 | Michal Papadopulos | 18          |
| 8 | Tomáš Pekhart      | 18          |
| 8 | Marek Štěch        | 18          |
| 8 | Ondřej Voříšek     | 18          |
| 8 | Matěj Vydra        | 18          |

| # | Jugador            | Goles |
| - | ------------------ | ----- |
| 1 | Václav Kadlec      | 18    |
| 2 | Tomáš Necid        | 11    |
| 3 | Jan Blažek         | 10    |
| 3 | Pavel Malchárek    | 10    |
| 5 | Jakub Štourač      | 9     |
| 6 | Tomáš Jun          | 7     |
| 6 | Dominik Mašek      | 7     |
| 6 | Michal Papadopulos | 7     |
| 6 | Tomáš Pekhart      | 7     |
| 6 | Patrik Schick      | 7     |